# Gus Leander
Gus (Gustav Egron) Leander, född 12 september 1909, död 7 juli 1980, bodde i Ursvik i Sundbyberg, Stockholms län.
Gus Leander fick sitt namn "Gus" i samband med att han som ung var med och byggde världsutställningen i New York år 1939.
Gus Leander kom sedermera att bli en av den första generationen som jobbade med reklamteckning i dess moderna form. Han arbetade många år hos bensinbolaget Shell och kom därigenom tidigt i kontakt med motorsporten. Han kom att skapa många av de programomslag och affischer som förekom inom denna under 1940- till 1980-talen, företrädes vis till motorcykeltävlingarna på Motor Solvalla, TT i Hedemora och TT i Saxtorp.
Gus Leander arbetade de sista yrkesaktiva åren på Sveriges Radio/TV och gjorde många dekorjobb. 
Många av Gus Leanders alster finns numera digitaliserade.